# VW Caddy

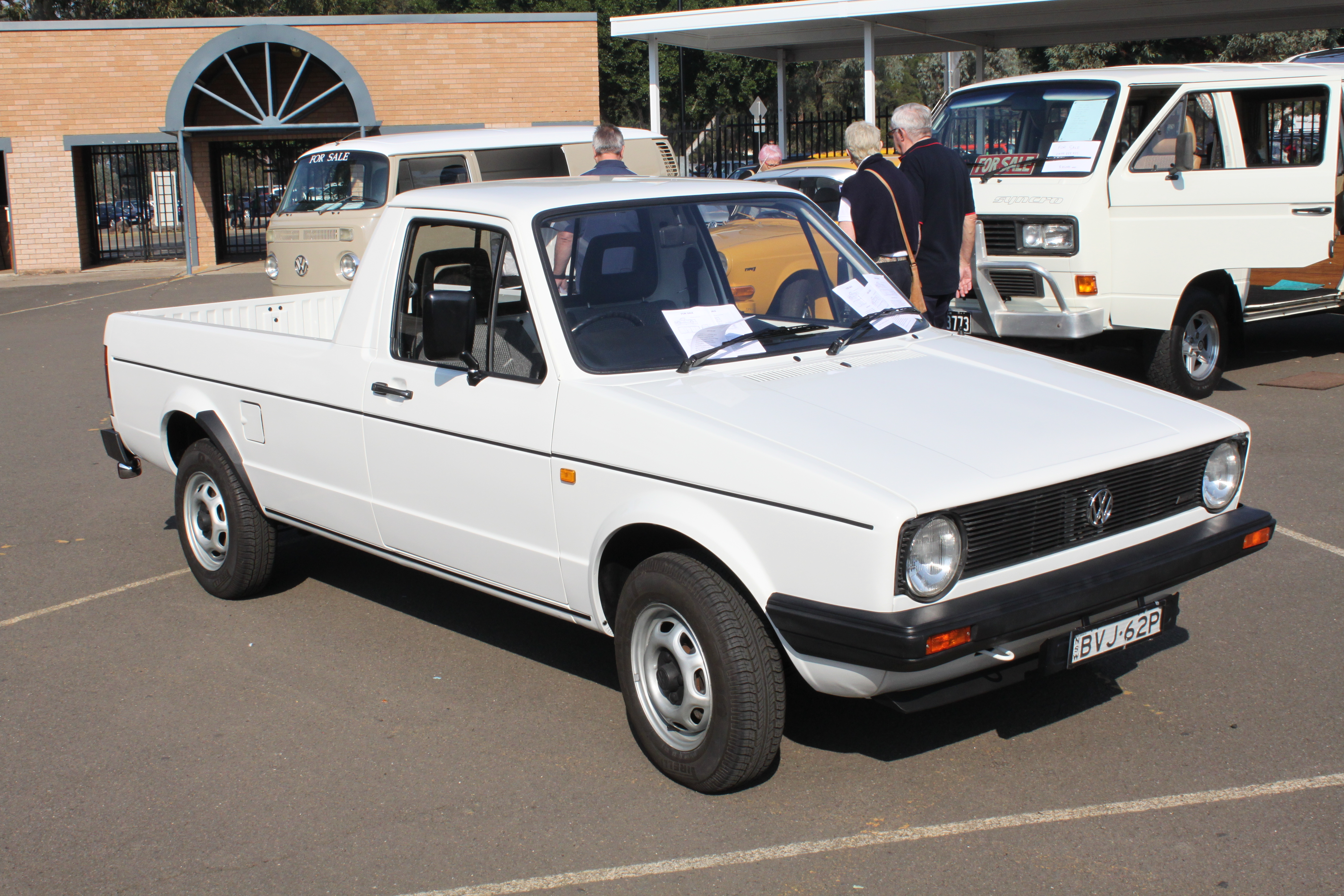
VW Caddy von 1988 in Australien

VW Caddy ist die Bezeichnung für mehrere Nutzfahrzeug- und Pkw-Modelle der Marke Volkswagen Nutzfahrzeuge des Volkswagen-Konzerns.

## Modellgeschichte
Die erste Generation (14D) des Caddy war ein Pick-up auf Basis des VW Golf I (VW Rabbit), der ursprünglich für den nordamerikanischen Markt konzipiert wurde. Er wurde 1978 vorgestellt und von 1979 bis 2007 gebaut.
Die Kastenwagen-Version der zweiten Generation (9KV) basierte auf dem Seat Inca. Sie unterschied sich von diesem nur durch die geänderte Frontmaske und wurde von Ende 1995 bis Mitte 2003 produziert. Gleichzeitig wurde auch noch von Mitte 1996 bis Ende 2000 der Škoda Pick-up als VW Caddy (9U) angeboten. Auch hier wurden nur die Typenschilder angepasst.
Ende 2003 kam der VW Caddy (2K) auf Basis des VW Touran I auf den Markt. 2010 und 2015 bekam dieser jeweils ein umfangreicheres Facelift. Das 2015er Facelift bezeichnet VW als vierte Generation.
Im Februar 2020 wurde der VW Caddy V vorgestellt. Im Gegensatz zu den beiden vorangegangenen Generationen basiert der Caddy V nicht mehr auf der PQ-35-Plattform wie der Golf V oder Touran I (allerdings mit Starrachse hinten), sondern auf dem MQB evo wie der VW Golf VIII.

## Besonderheiten
Der Caddy basierte während seiner Bauzeit auf sehr unterschiedlichen Modellen verschiedener VW-Konzernmarken. So baute die erste Generation noch auf dem Golf auf, die Modelle 9U und 9KV jedoch auf Modellen von Škoda und Seat. Mit dem Caddy (2K) kehrte man wieder zum Golf als Basis zurück.
Eine weitere Besonderheit ist die Tatsache, dass der Caddy (9U) auf Grundlage des Škoda Favorit/Felicia entworfen wurde. Diese wurde noch vor der Übernahme Škodas durch VW entwickelt, somit basiert der VW Caddy (9U) auf keiner VW-Plattform.

## Name
Ursprünglich wurde der Caddy (14D) als „VW Rabbit Pickup“ vermarktet. Mit Einführung des Modells in Europa wurde hier der Name in Caddy geändert. In den USA versteht man unter einem Caddy einen Cadillac.

## Herstellungsbetriebe
- Der Caddy (14D) wurde von 1979 bis 1993 im VW-Werk Westmoreland (Pennsylvania, USA), gebaut. Für den Markteintritt in Europa wurde eine weitere Produktion bei TAS in Sarajevo aufgebaut, diese musste jedoch 1992 wegen des Bosnienkriegs eingestellt werden. Dieses Modell wurde auch parallel zum Golf I bis 2007 in Südafrika gebaut.
- Der Caddy (9KV) lief zusammen mit dem Schwestermodell Seat Inca in Martorell (Spanien) vom Band.
- Das Modell 9U wurde parallel zum Skoda Pickup bei Škoda Auto in Kvasiny (Tschechien) produziert.
- Alle Caddys der Generation 2K wurden im polnischen VW-Werk Posen gebaut.
- Auch alle Caddys der aktuellen Generation SB werden im polnischen VW-Werk Posen gebaut.

## Die Baureihen im Überblick

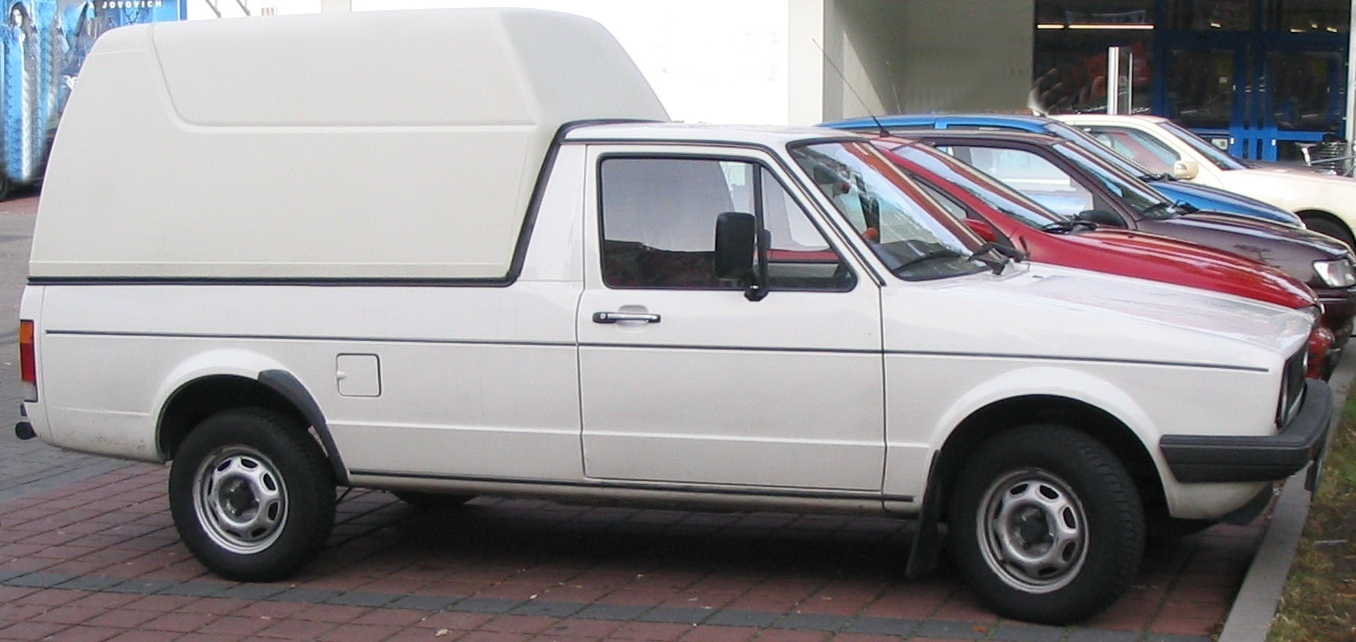
VW Caddy (14D) (1979 bis 2007)
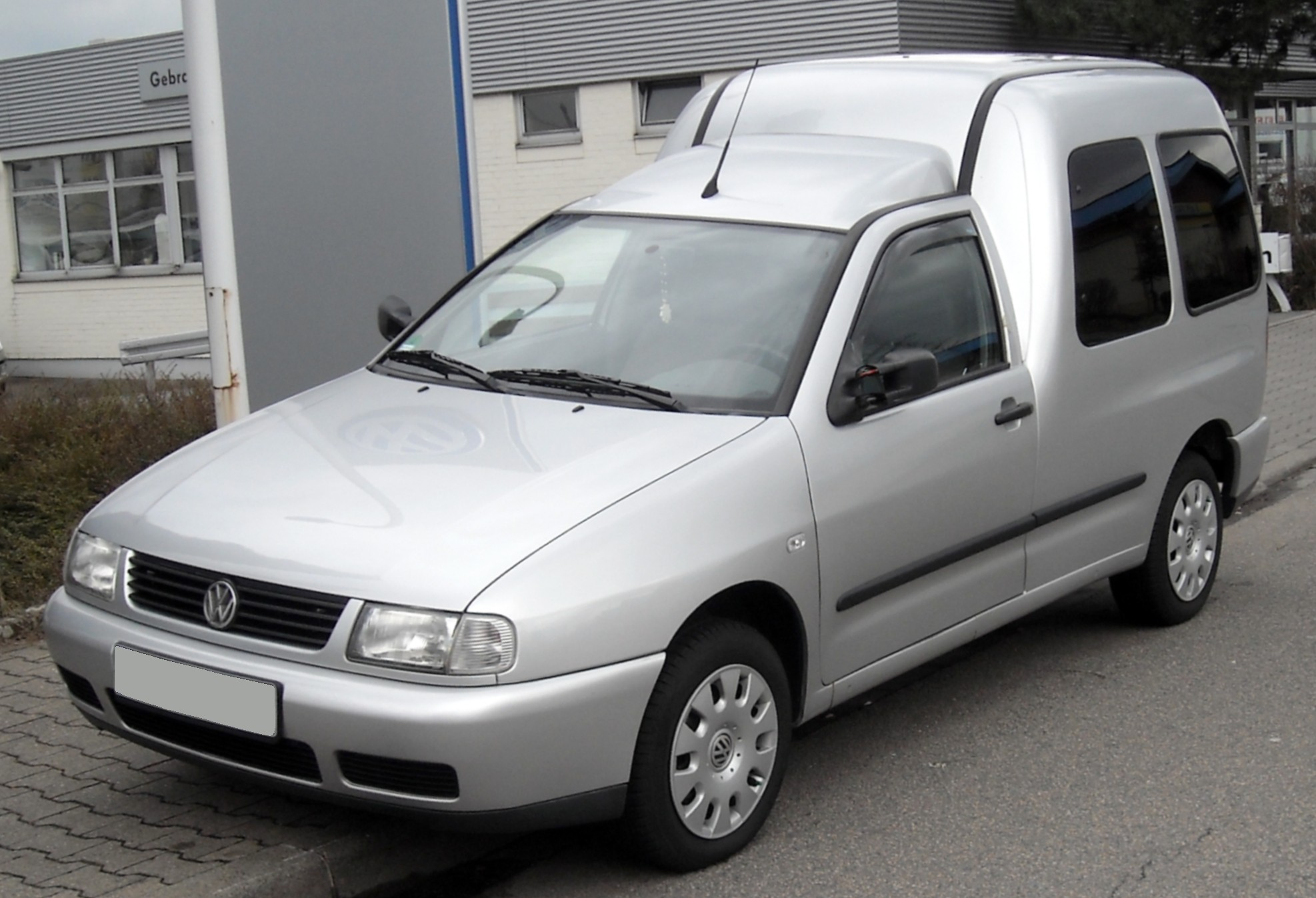
VW Caddy II (9KV) (1995 bis 2003)
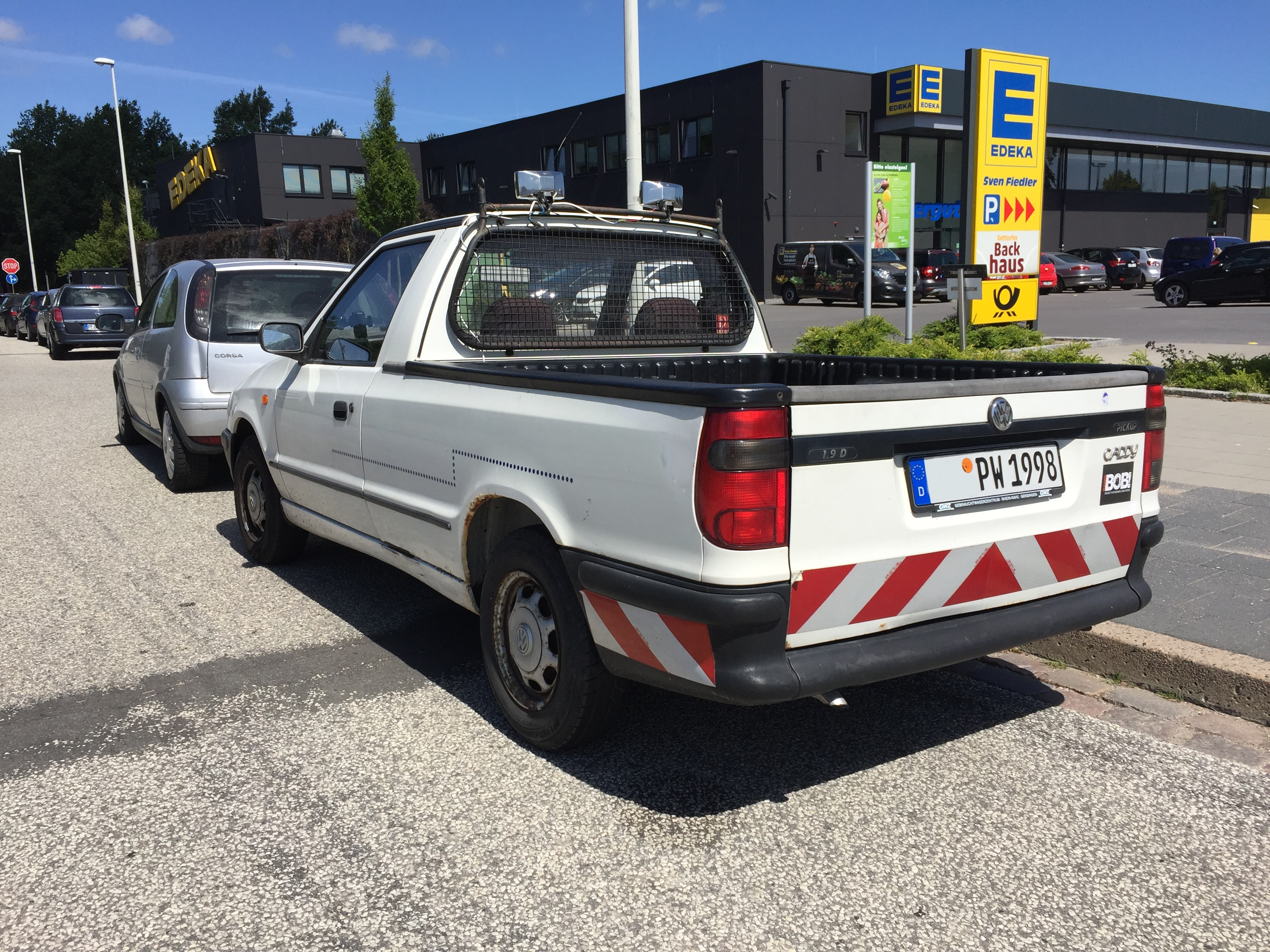
VW Caddy (9U) (1996 bis 2000)
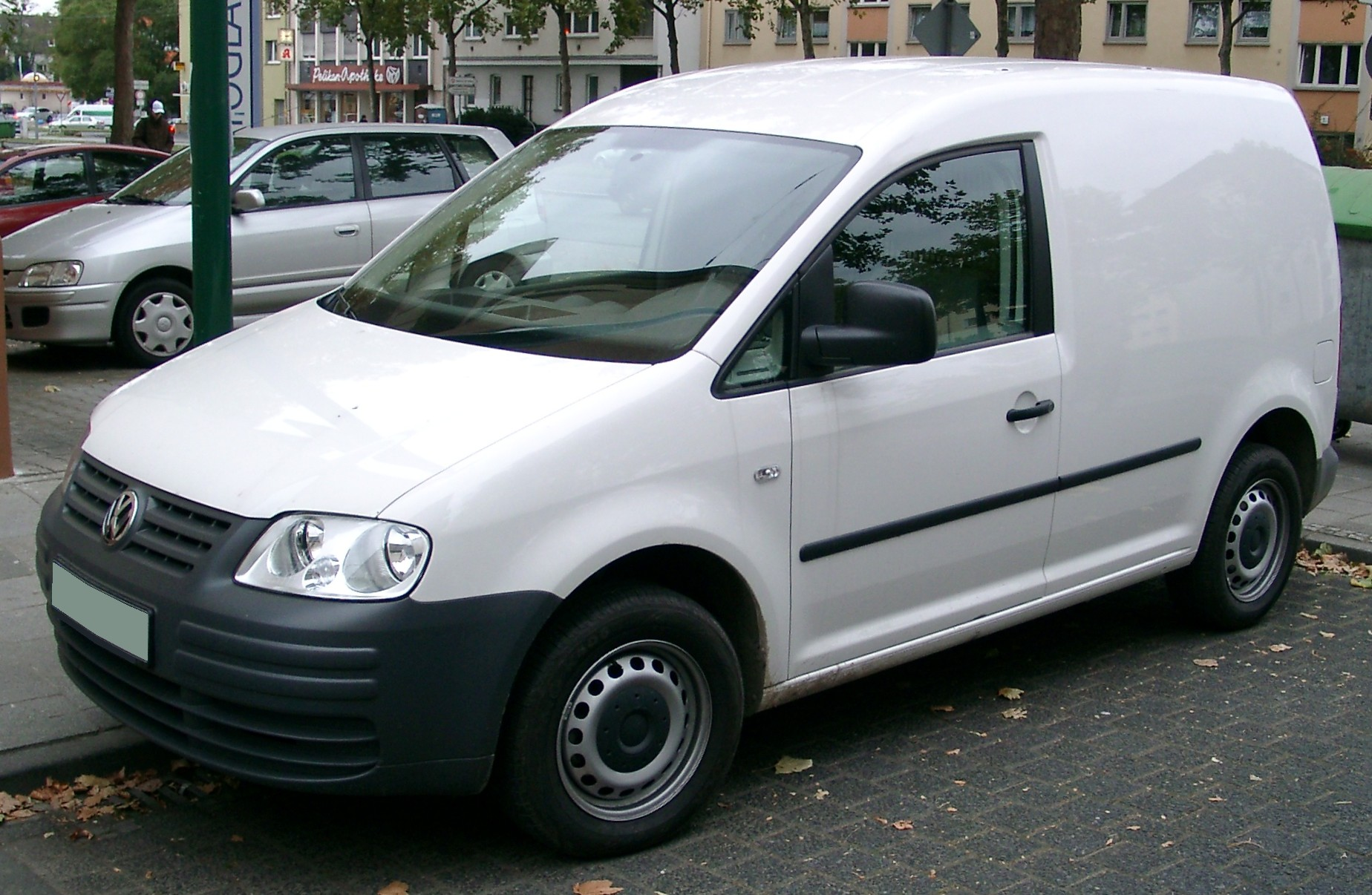
VW Caddy III (2K) (2003 bis 2015)
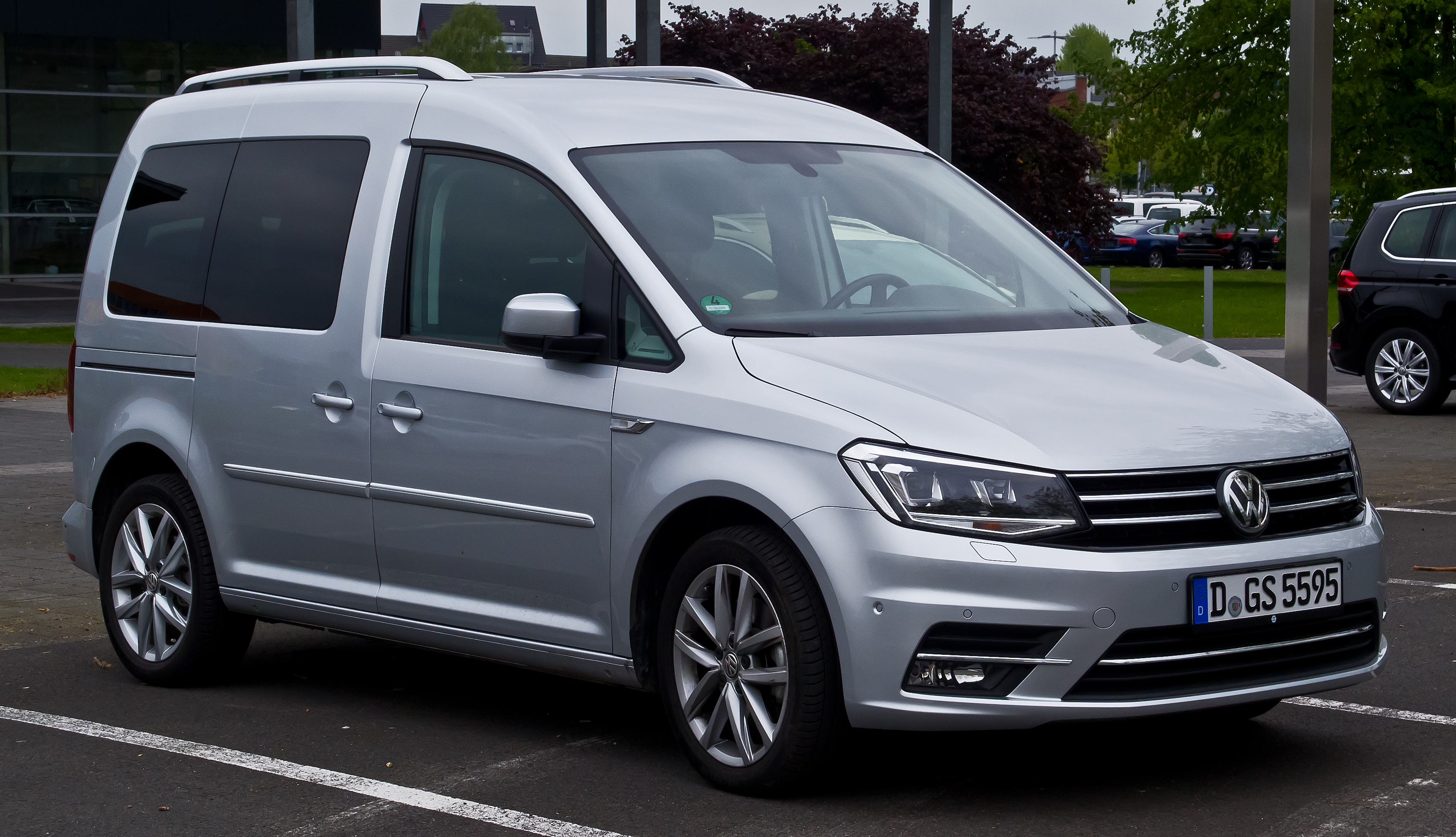
VW Caddy IV (SA) (2015 bis 2020)
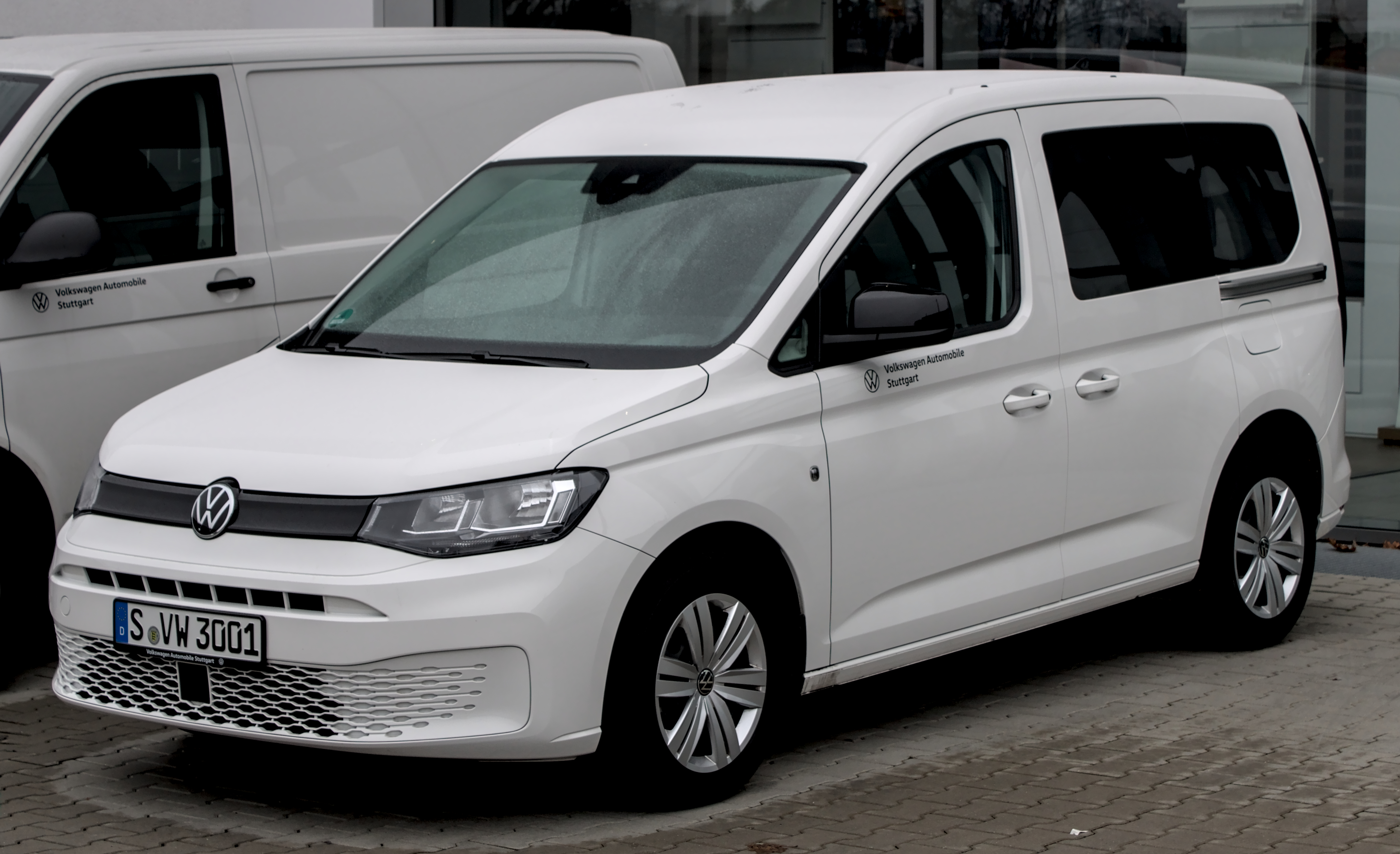
VW Caddy V (SB) (seit 2020)